# Las Palmas de Gran Canaria

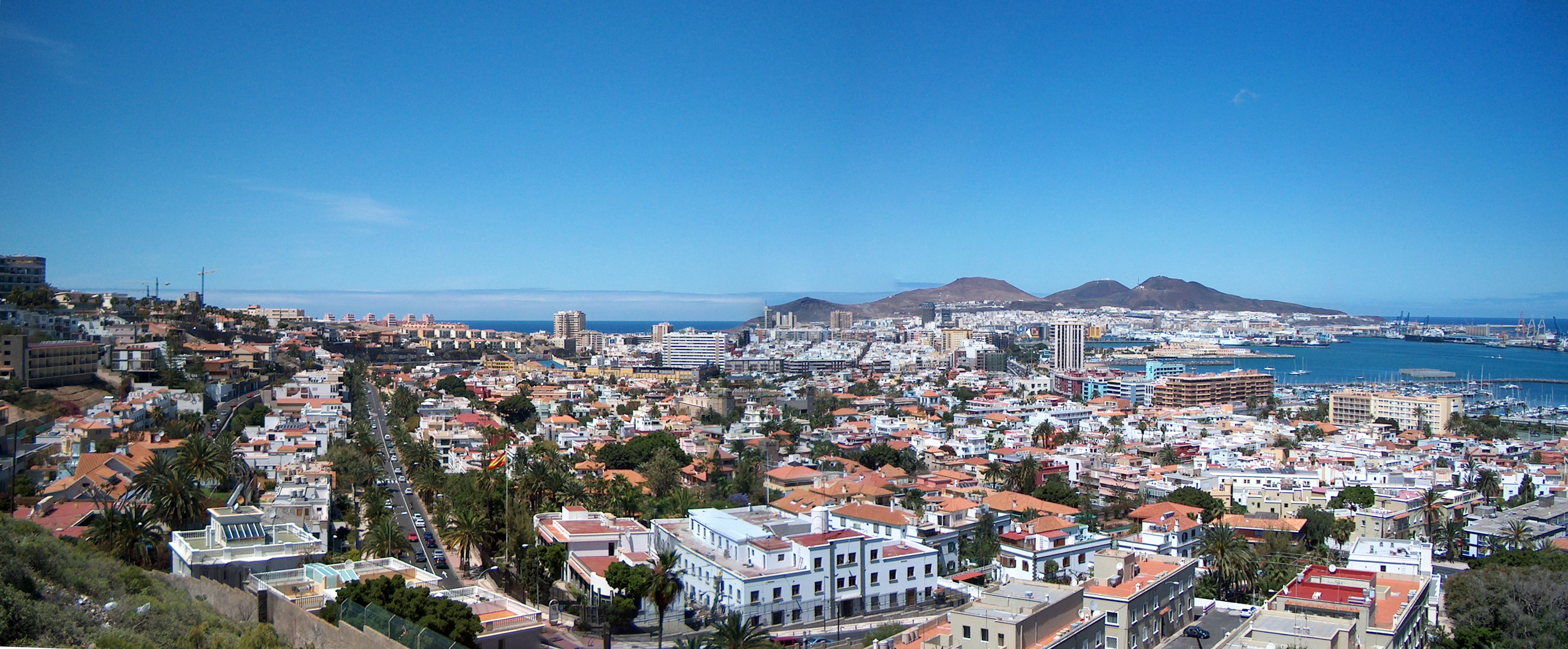
Las Palmas

Las Palmas de Gran Canaria (tiếng Tây Ban Nha phát âm las palmaz de ɣɾaŋ kanaɾja]) thường được biết đến như Las Palmas (tiếng Anh / ləs pɑ ː lməs /, Tây Ban Nha: [las Palmas]) đồng thủ phủ (cùng với Santa Cruz), là thành phố đông dân nhất Cộng đồng tự trị quần đảo Canaria và thành phố lớn thứ chín ở Tây Ban Nha, với dân số 383.308 người trong năm 2010. Gần một nửa (45,9%) của người dân của hòn đảo và 18,35% của tất cả các cư dân của quần đảo Canary sống ở thành phố này. Đây cũng là khu đô thị đông dân thứ năm ở Tây Ban Nha với dân số khoảng 700.000 người và (tùy thuộc vào nguồn) xếp thứ 9 hoặc 10 trong số các khu vực đô thị đông dân nhất ở Tây Ban Nha với dân số 625.892 người, 640.000 người hoặc 741.826 người. Las Palmas là thành phố lớn nhất của Liên minh châu Âu bên ngoài châu Âu. Nó nằm ở phần đông bắc của hòn đảo của Tây Ban Nha Gran Canaria, khoảng 150 km (93 dặm) ngoài khơi bờ biển phía tây bắc của châu Phi trong Đại Tây Dương.
Las Palmas tận hưởng một khí hậu cận nhiệt đới, với mức nhiệt độ độ nhẹ đến nhiệt độ ấm áp trong suốt cả năm. Theo một nghiên cứu thực hiện bởi Thomas Whitmore, giám đốc nghiên cứu về khí hậu học tại Đại học Syracuse, Hoa Kỳ, Las Palmas được hưởng "khí hậu tốt nhất trên thế giới".
Nó được thành lập thành thành phố năm 1478, là thủ phủ de facto duy nhất của quần đảo Canaria cho đến thế kỷ 17. Ngày nay, thành phố là thủ đô của quần đảo Canary với Santa Cruz và Bộ Chủ tịch Canaria (được chia sẻ trong một hạn 4 năm với Santa Cruz de Tenerife), một nửa của các Bộ và các ban của Chính phủ Canarian, (nửa khác được đặt tại Tenerife), Tòa án tỉnh Gran Canaria và Tòa Thượng Thẩm Tư pháp của quần đảo Canaria.